# Motorola i670
El teléfono Motorola i670 funciona en la red inalámbrica iDEN (Nextel) a 800 MHz.
Tiene 88 mm de altura, 51 mm de ancho y 26 mm de profundidad. La antena del celular es interna. El peso del teléfono es 115 gramos.
- Batería

La batería basada en la tecnología Li-Ion (Ion de litio) sin efecto de memoria.
El tiempo de conversación son 2.8 horas.
El tiempo de espera son 5.4 días.
- Pantalla

La resolución de pantalla TFT es 130 x 130 pixeles x 65k colores.
- Memoria

Memoria ROM: 25MB
- Sonidos, ringtones y alertas

El celular puede reproducir Polyphonic, MP3 ringtones. En caso si usted está en un lugar público o ruidoso, el teléfono Motorola i670 le permite activar el modo de vibración.
El teléfono también está equipado con una función de altavoz. El volumen de sonido se puede regular tanto desde los menús del aparato, como desde un control de volumen externo.
- Mensajería y otros servicios de conectividad

1. Navegación WEB: WAP.
2. Mensajes: SMS, EMS, MMS.
3. Java: Sí
4. Sincronización con PC: Sí
5. USB: Sí

- Datos: Q28503308